# Sylvain Maréchal
Pour les articles homonymes, voir Maréchal.
Pierre Sylvain Maréchal, né le 15 août 1750 à Paris, et mort le 18 janvier 1803 (28 nivôse de l'an XI) à Montrouge, est un écrivain, poète et pamphlétaire français. Militant républicain, passionné par l’égalité sociale, c'est un précurseur de la grève générale et de l’anarchisme.
Sous le Directoire, il participe avec Gracchus Babeuf à la Conjuration des Égaux puis s’oppose aux ambitions de Bonaparte. Voulant délivrer l’homme de toute servitude, Sylvain Maréchal, « l’homme sans Dieu », est sans doute l’un des plus fervents partisans de l’athéisme durant la Révolution française : il souhaite la disparition des prêtres et des Églises. Il est, par ailleurs, le principal rédacteur du journal le plus lu de son époque : Révolutions de Paris.

## Biographie
Pierre-Sylvain Maréchal est le fils de Pierre Maréchal et de Brigide Meunier ; il naît le 15 août 1750 à Paris, rue des Prêcheurs où son père tient une boutique de marchand de vin. Son père le destine dans son enfance au commerce, mais il réussit à l'en dissuader ; à la sortie du collège, il suit des études de droit et devient avocat au Parlement de Paris. Toutefois, souffrant de bégaiement, il s'oriente vers la littérature,. À l'âge de 20 ans, se livrant à la poésie légère, il publie des Bergeries, un recueil d’idylles, dont le succès lui vaut d’obtenir en 1770 un emploi de sous-bibliothécaire au collège Mazarin, dont il retirera une grande érudition. Admirateur des philosophes — Rousseau, Voltaire, Helvétius, Diderot —, il fréquente un cercle d’auteurs incroyants et développe une philosophie fondée sur un socialisme agraire où les biens seraient mis en commun. Les thèmes utopistes de l'âge d'or qu’il reprend dans ses œuvres sont parfois qualifiés d'« anarchisme utopique ». Se faisant moraliste, il écrit Le Temple de l'Hymen (1771), livre dans lequel il attaque les riches et prône le retour à la simplicité rustique des origines, Le Livre de tous les âges (1779), influencé par Mably et Morelly, qui présente le travail comme le premier devoir de l'Homme et développe une critique de l'inégalité, des Fragments d'un poème moral sur Dieu (1781), réédités en l'an VI sous le titre : Le Lucrèce français, où il se revendique comme athée et remplace le culte de Dieu et de la foi par ceux de la vertu et de la raison, L'Âge d'or (1782) et Livre échappé du déluge (1784), dans lequel il parodie la Bible et s’attaque à la religion, qu’il considère comme un instrument des gouvernements oppressifs et un moyen d’exploitation sociale et économique ; ses critiques du pouvoir absolu et son athéisme affiché lui font perdre son emploi,.
Sylvain Maréchal est alors obligé de vivre modestement de ses œuvres littéraires et collabore à différents ouvrages. Il n'en continue pas moins à exprimer ses idées. En 1785-1787, ses Tableaux de la Fable manifestent son idéal de société égalitaire, fondée sur une communauté des biens.
En 1785, son nom figure dans la liste des membres de la loge « La céleste amitié », constituée à Paris par le Grand Orient de France. Il est possible qu'il ait appartenu à une loge maçonnique dès 1777.
En 1788, il fait paraître son Almanach des Honnêtes Gens dans lequel, rejetant le calendrier grégorien, il substitue aux saints des personnages célèbres, annonçant ainsi le futur calendrier révolutionnaire ; l'ouvrage est condamné à être brûlé par le Parlement et son auteur interné trois mois. Pour son humiliation, il purge cette peine, non dans la célèbre Bastille, où étaient enfermés les opposants politiques, mais à la sinistre prison parisienne de Saint-Lazare, où étaient enfermés les gens « de mœurs douteuses ». Par la suite, tous ses écrits paraissent de manière anonyme, ce qui lui permet d'échapper aux poursuites judiciaires et d'écrire jusqu’à sa mort.

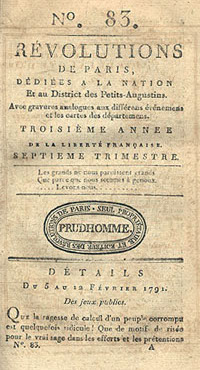
Révolutions de Paris

Sorti de prison, Sylvain Maréchal s’enthousiasme pour la Révolution française naissante et mène une action de propagandiste ; il publie Le Tonneau de Diogène, un journal anticlérical paru entre janvier et mars 1790, diverses brochures et un Dictionnaire des Honnêtes Gens en introduction à son almanach pour 1791, et collabore à partir d'octobre 1790 aux Révolutions de Paris, dont il est rédacteur en chef et au sein duquel il conduit une virulente campagne anticléricale. Homme à tout faire de Louis-Marie Prudhomme, qui l'emploie aussi bien à des besognes journalistiques qu'à la correction des épreuves ou la révision de l'orthographe des hommes politiques, il publie dans le no 147, daté du 28 avril-5 mai 1792, un article anonyme dénigrant Robespierre. Craignant de perdre une partie de ses lecteurs avec la création prochaine du Défenseur de la Constitution, Prudhomme ne voit en l'Incorruptible qu'un dangereux concurrent et fait son possible pour jeter le discrédit sur son entreprise. « On a rencontré rarement, dans les annales du journalisme révolutionnaire, un spécimen aussi complet de bassesse et d'ignominie, un oubli aussi total de la plus élémentaire dignité professionnelle », selon Gérard Walter. Cette attaque vient s'ajouter aux campagnes dirigées par la presse girondine (Le Patriote français de Joseph-Marie Girey-Dupré, Aubin-Louis Millin de Grandmaison dans la Chronique de Paris) contre Robespierre dans le cadre du débat sur la guerre. En réaction Sébastien Lacroix publie une brochure, L'Intrigue dévoilée, ou Robespierre vengé des outrages et des calomnies des ambitieux, dans lequel il dénonce les différents ennemis de l'Incorruptible, Brissot, Condorcet, Guadet, Prudhomme, etc.. Marat, Desmoulins et Hébert, également engagés dans le combat contre la guerre, accusent, quant à eux, le journal d'avoir été stipendié par la Gironde. Pourtant, hormis ce texte, tous les articles consacrés par Sylvain Maréchal à la question de la guerre manifestent son opposition, depuis décembre 1791 jusqu'au printemps 1792. Dans le no 130, il critique sévèrement le projet d'Adresse aux Français présenté par Vergniaud à la Législative et, considérant que la guerre est un jeu de prince, affirme : « La gloire, nous n'en voulons pas, nous ne voulons que le bonheur ». En janvier 1792, dans le no 134, il exprime ses craintes à l'égard d'« une guerre longue, ruineuse, incertaine dans ses issues ». En mars, dans le no 141, à la mort de Léopold II, il juge que, « comme le plus ou moins de certitude de la victoire ne légitime point une invasion... cette mort ne doit rien changer à la disposition des esprits ». Sa théorie pacifique de la transformation révolutionnaire est un autre aspect de son progressisme idéologique,.
Le 28 avril 1792, il épouse Marie-Anne-Nicolas Desprès, fille d'un négociant de Dijon née le 16 février 1764 et sœur de Jean-Baptiste-Denis Desprès (1752-1832), secrétaire du conseil d'agriculture au ministère de l'Intérieur, auteur de pièces jouées au Vaudeville. Il l'appelle Zoé. La cérémonie religieuse se déroule dans l'église Saint-Nicolas-des-Champs.
En 1793, il fait paraître un Correctif à la Révolution, qui lui fixe pour but la reconstruction de la société sur la base de communautés familiales de centaines de personnes séparées les unes des autres, remplaçant l'État et le gouvernement par un ordre patriarcal. À la même époque, il s'essaye au théâtre — Le Jugement dernier des rois est donné le 17 octobre 1793, au lendemain de l'exécution de Marie-Antoinette — et à l'opéra — en collaboration avec André Grétry pour La Fête de la Raison, jouée après Thermidor sous le titre : La Rosière républicaine —, et compose des hymnes pour les fêtes décadaires.
Sous la Convention thermidorienne, il dénonce la Terreur dans son Tableau historique des événements révolutionnaires de l'an II (1795).
Toutefois, lié avec Gracchus Babeuf, qu'il a rencontré en mars 1793, il s'engage dans la conjuration des Égaux et rédige le Manifeste des Égaux (1796), qui en fait l’un des précurseurs du communisme et, selon certains, l’un des premiers anarchistes. Membre du directoire secret de salut public, il parvient cependant à échapper aux poursuites, quand la conspiration est éventée.
Dans ses ouvrages suivants, il reprend son combat athée, notamment à travers la brochure Culte et lois  d'une société d'Hommes sans Dieu (an VI), et écrit plusieurs textes inspirés par l'actualité. Retiré à Montrouge, il se consacre avec Joseph Jérôme Lefrançois de Lalande un Dictionnaire des athées après le coup d'État du 18 brumaire.
Il rédige en 1801 un texte, très controversé, sur un Projet de loi portant défense d’apprendre à lire aux femmes. Marie Armande Jeanne Gacon-Dufour et Albertine Clément Hémery lui répondent,.
Le 18 janvier 1803, à midi, il meurt à Montrouge, entouré de son amie Madame Gacon-Dufour, de sa femme et de sa belle-sœur. Il est inhumé le lendemain. Il laisse un ouvrage, De la Vertu, publié à titre posthume en 1807.

## Publications
Période classique (poésies)
- Bergeries (1770)
- Chansons anacréontiques (1770)
- Essais de poésies légères suivis d’un songe (1775)
- Fragments d’un poème moral sur Dieu (1780)

Période pré-révolutionnaire
- Notices des Antiquités d'Herculanum, gravé et édité par François-Anne David (1780)
- Dieu et les prêtres (1781)
- Fragments d’un poème philosophique (1781)
- L'Âge d’Or, recueil de contes pastoraux (1782)
- Livre échappé du déluge (1784)
- Almanach des Honnêtes Gens (1788)[21]. Cet almanach aura le triste privilège d’être l’une des dernières publications brûlées en place publique.
- Apologues modernes, à l’usage d’un dauphin (1788)

Période révolutionnaire
- Contes saugrenus (1789) publié anonymement puis réédité en 1927 à La Bibliothèque des Curieux avec une notice de Louis Perceau sous le pseudonyme le chevalier de Percefleur
- Dame Nature à la barre de l’Assemblée nationale (1791)
- Jugement dernier des rois, pièce de théâtre (1793)
- Le Tableau Historique des évènements révolutionnaires de l'an II (1795)
- Pensées libres sur les prêtres (1798)
- Le Lucrèce français (1798)
- Culte et Lois d’une société d’hommes sans Dieu (1798)
- Les Voyages de Pythagore (1799)
- Histoire universelle en style lapidaire (1800)
- Dictionnaire des Athées anciens et modernes (1800) Texte en ligne
- Manifeste des égaux[22], avec Gracchus Babeuf (1801)
- Pour et contre la Bible (1801)
- Projet d’une loi portant défense d’apprendre à lire aux femmes, satire féministe[23] (1801) Texte en ligne
- La Femme abbé (1801)

Ouvrages posthumes
- Histoire de la Russie, réduite aux seuls faits importants (1807)
- De la vertu (1807)

Autres
- Jean Meslier (prétendu), Sylvain Maréchal (présumé), Catéchisme du curé Meslier, Collection Les archives de la Révolution française, 1790.